# 両備グループ
両備グループ（りょうびグループ、英: Ryobi Group）は、両備ホールディングスを中心とした企業グループである。交通事業で地盤とする岡山県を中心に生活産業などを展開する。
中核企業である両備ホールディングスを含めた両備グループ全体の連結売上高は1,559億7900万円である。

## 概要

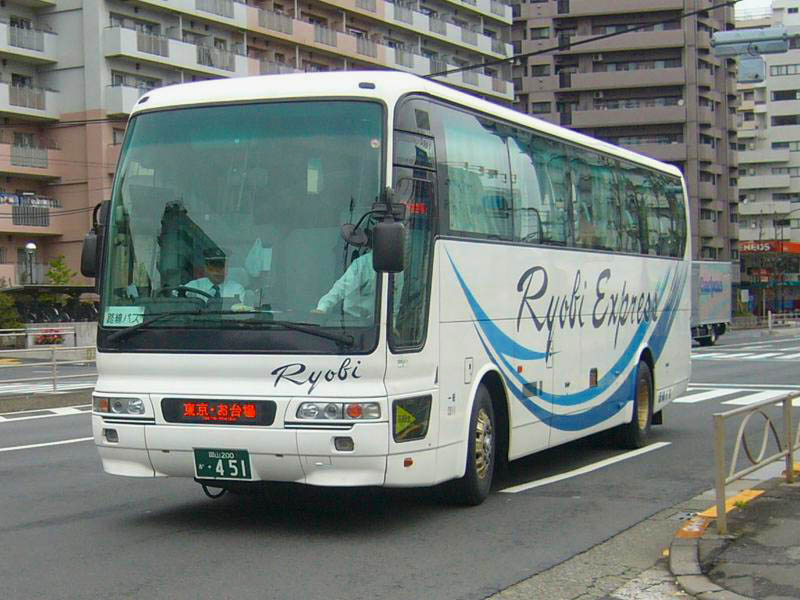
中核会社・両備ホールディングスのバス

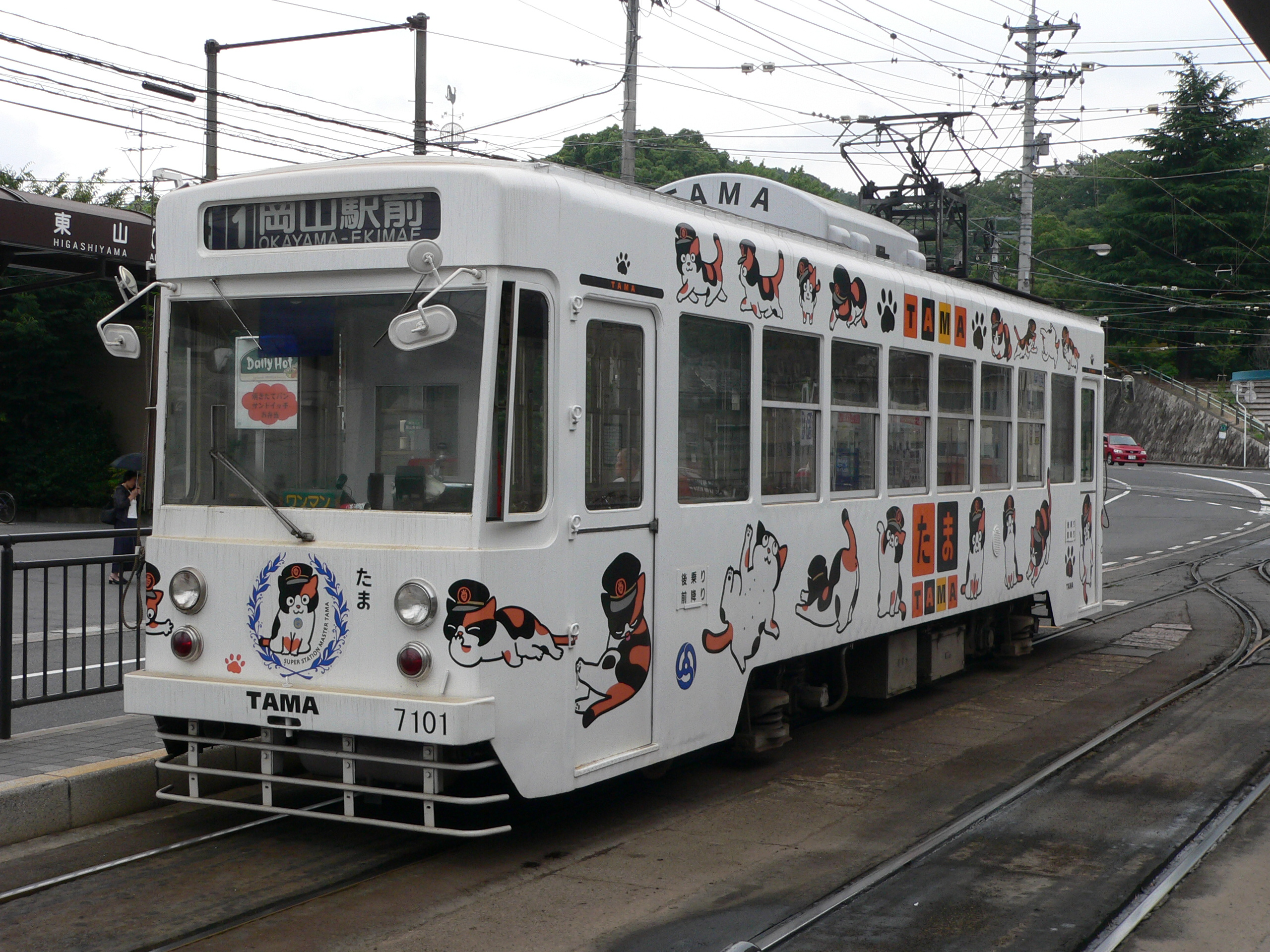
岡山電気軌道の電車（「たま電車」）

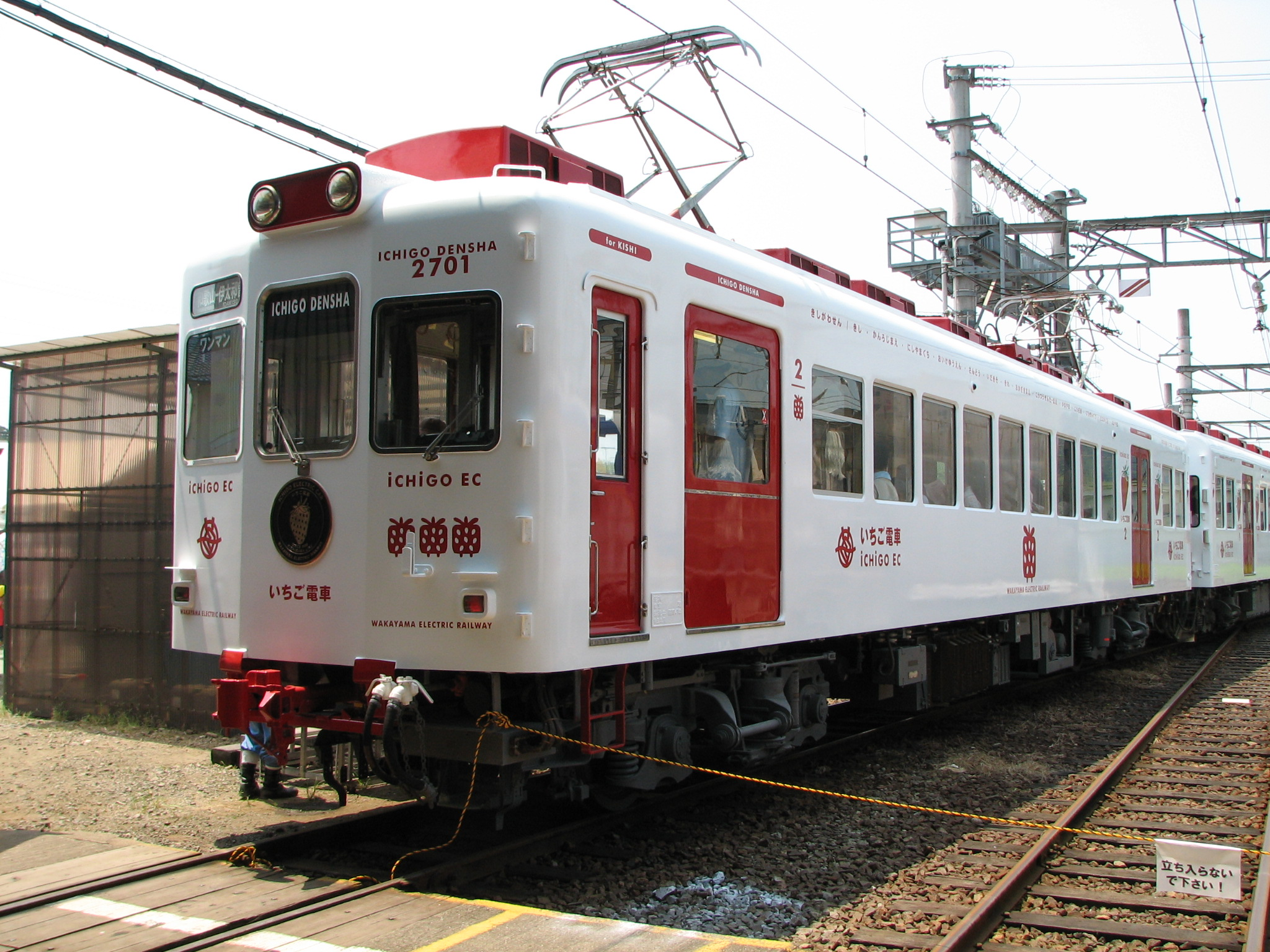
和歌山電鐵の電車（「いちご電車」）

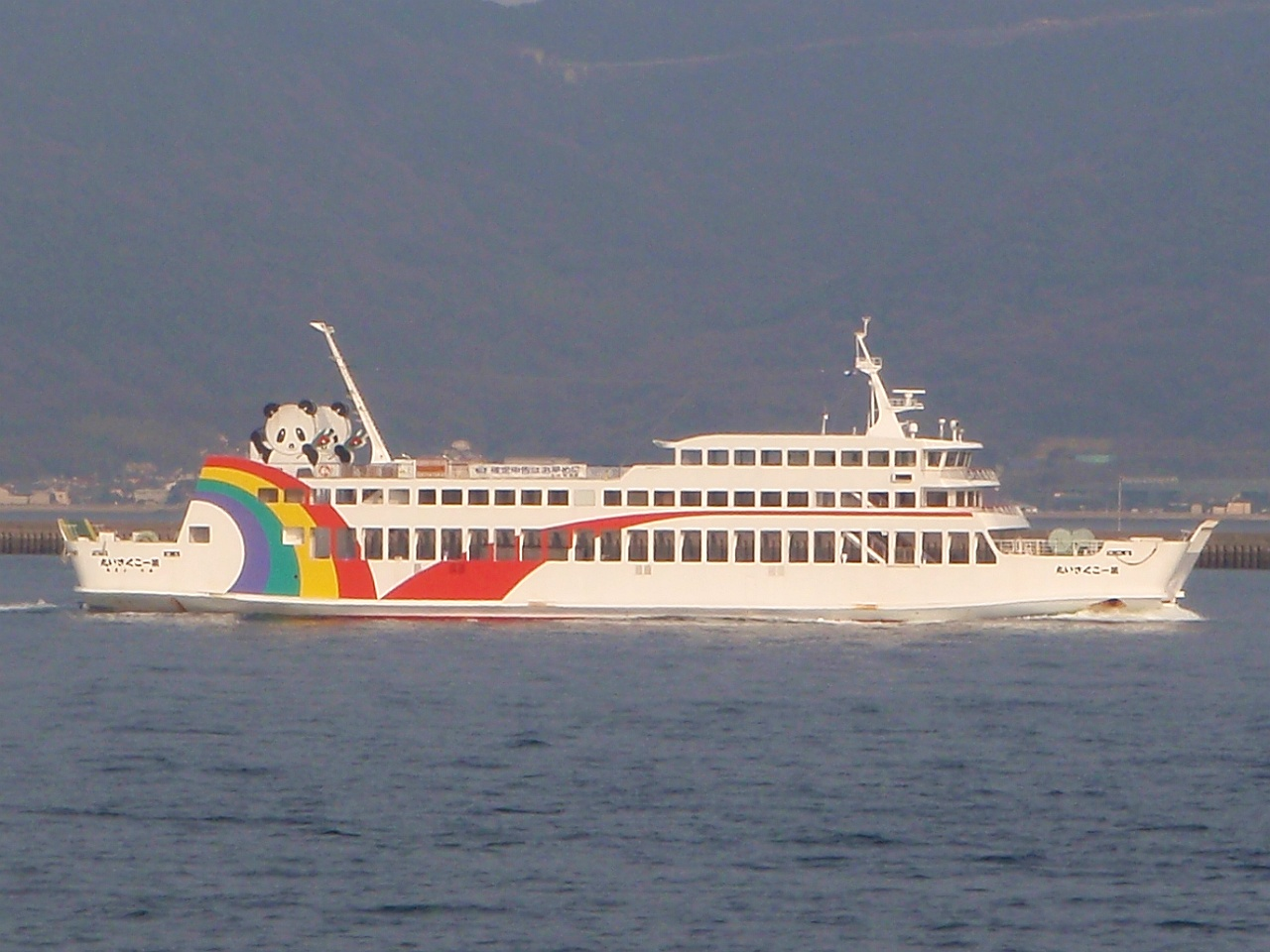
国際フェリーの船

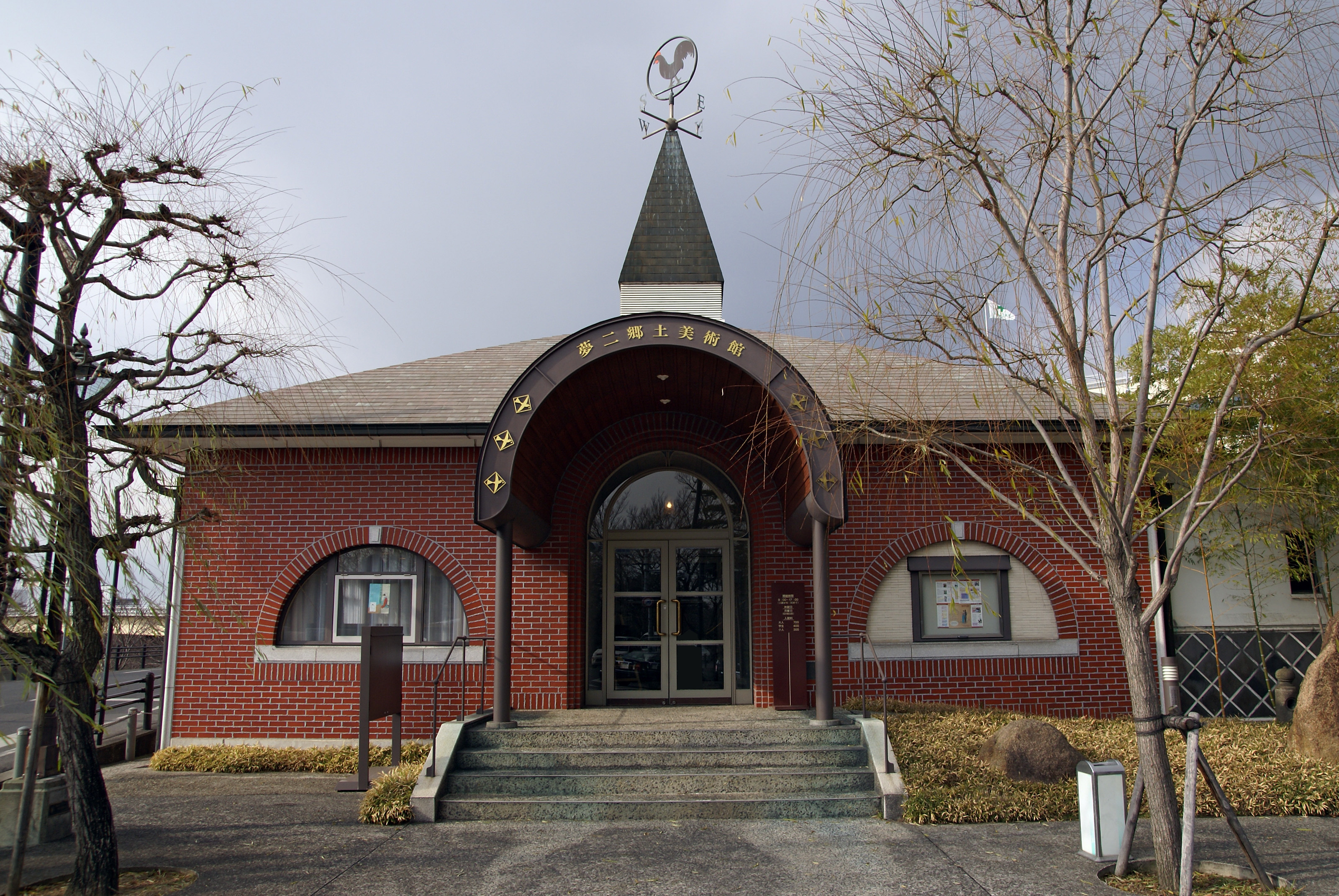
夢二郷土美術館

グループ共通の経営理念は「忠恕（ちゅうじょ）」。2010年7月31日に両備グループ創立100周年（両備ホールディングスの前身である西大寺軌道の設立から数えて）を迎えたことから、100周年記念キャッチフレーズとして「感謝の100年、思いやりでネクスト100年」を2009年7月31日から2011年7月31日まで使用していた。
2016年7月時点のグループ会社数は56社で、その他2つの財団法人と2つの任意団体がある（両備グループ・オフィシャルサイトによる）。現在のグループ代表は小嶋光信（両備ホールディングス代表取締役会長兼CEO）で、小嶋はグループ企業のうち両備ホールディングス会長を筆頭に、岡山電気軌道・和歌山電鐵・中国バス・両備システムズなど多くのグループ企業の社長と2財団法人・2任意団体の理事長をそれぞれ務めている。
1999年に小嶋が両備バス（当時）社長・両備グループ代表に就任して以降、両備グループの代表は小嶋と松田堯（故人・両備ホールディングス会長、最終役職は取締役名誉会長）の2人体制をとっていたが、2011年に松田堯会長が名誉会長に退き、小嶋がその後を継いで会長兼CEOに就任、さらに松田久が新たに社長兼CEOO（代表経営執行責任者・両備独自の役職）に就く人事が行われ、現在は小嶋1人がグループ代表として紹介されている。
グループ共通の経営理念「忠恕」を根幹に、「社会正義」「お客様第一」「社員の幸せ」の3つの経営方針と、「信託経営」「“労使共存、共栄”思想」「能力主義的安心雇用」の3つの経営理念を掲げている。また、殆どのグループ企業が黒字経営であるのも同グループの特徴である。また、業界では地方交通の再生請負人ともいわれ、『日経スペシャル カンブリア宮殿』では同グループの和歌山電鐵と中国バスの再生が放送された。2008年に小嶋光信の次男である松田敏之（3代目社長　松田基の養子）が住友信託銀行を退社後、両備グループ東京事務所長として入社してからは（現：代表取締役副社長）、関東やアジアでも積極的な事業展開を行いグループを20億程度の利益から80億程度に10年間で急拡大させている。同氏はM&A、新事業、既存事業の改革、経営戦略本部長、不動産グループ長、安全マネジメント担当役員など多岐に亘る担当をもち、不動産開発やM&A、アジアのコールドチェーン構築などの数々の新事業を手掛けている。子供向けの車両開発（ソラビ・サイバス、おかでんチャギントン ）、高速バス事業の改革に向けた戦略的車輛である完全個室バス型バスのドリームスリーパーなど車輛に関するアイデアも多く実現している。
グループ企業が50社以上に増えた背景には他社の救済以外に、西大寺鉄道からの転換期に解雇を避けるため社員それぞれの得意分野で起業したためもある。小嶋はこれを“人間主義”と表現している。“選択と集中”戦略には否定的で、「全ての業種が儲かる時はなく、好不調を補い合う」「(出資先の岡山高島屋について)百貨店は子供の居場所をなくしたり売れ筋だけに絞ったりすべきではない」「人に必要とされる企業が再生できる」「日本は発展途上国と価格競争をすべきではなく、両備はラグジュアリー(豪華)とミドル(中流)の間の“ミジュアリー”(小嶋の造語)を狙っている」といった趣旨の経営理念を語っている。両備グループの連結業績(2016年3月期)は売上高1333億円、経常利益78億円。小嶋は3年後の目標として売上高1500億円、経常利益100億円を掲げている。

## グループ企業
2025年3月時点

### 運輸・観光関連事業
- 両備ホールディングス
  - 社内カンパニー（（）内は愛称名）
    - 両備経営サポートカンパニー
    - バスユニット統括カンパニー
    - 両備バスカンパニー（両備バス）
    - 両備トランスポートカンパニー
    - 両備スカイサービスカンパニー
    - 両備ストアカンパニー
    - まちづくりカンパニー - 2015年7月に両備不動産カンパニーから岡山まちづくりカンパニーに改称後、2019年4月に同名称へ改称
    - 両備不動産東京カンパニー
    - 両備テクノモビリティーカンパニー - 2020年4月、両備テクノカンパニーより改称
- 両備フェリーユニット
  - 国際両備フェリー - 高松港〜池田港（小豆島）間と新岡山港〜土庄港（小豆島）間（旧両備フェリー）のフェリー運航、オーキドホテル（香川県小豆島にある観光ホテル）運営と、東京港で御座船「安宅丸」を運航[7]。2020年4月1日に国際フェリーが両備フェリーを吸収合併する形で発足。2020年8月には内海フェリーを吸収合併。
  - 瀬戸内観光汽船 - 日生港（岡山県）〜大部港（小豆島）間でフェリーを運航。2023年12月1日より運航休止。
  - 神戸ベイクルーズ - 神戸港内の観光船を運航。2010年4月に両備グループ入り。
  - 津エアポートライン - 津〜中部国際空港間に高速船を運航。
- 岡山電気軌道
  - 和歌山電鐵
- 中国バス - 2006年12月に旧法人「中国バス株式会社」から営業譲渡を受けた現法人「株式会社中国バス」。なお、旧法人子会社には中国タクシー・ニコニコ観光・三原交通など両備グループ入りせず独立系に移行したものもある。
  - 井笠バス.C - 2012年11月1日に中国バスの社内カンパニー「株式会社中国バス 井笠バスカンパニー」として設立、前日10月31日をもって路線バス事業を終了した旧井笠鉄道から事業を継承した。翌2013年1月に中国バスの完全子会社「株式会社井笠バスカンパニー」として法人化。同年4月1日に新法人が社内カンパニーから福山市内完結路線と高速乗合バスを除く全路線を継承した。同年10月1日に福山市内完結路線も新法人が継承、高速乗合バスは中国バスによる運行に一本化し[8]、新法人への継承が全て完了した。なお、旧井笠鉄道子会社の北振バス・井笠観光は、井笠鉄道の廃業直前に独立し、笠岡タクシーはアサヒタクシー（本社：広島県福山市）の傘下となったため両備グループ入りしていない。
- 岡山交通
  - 社内カンパニー
    - 中国交通カンパニー（愛称：中国交通、広島県尾道市）
- 岡山両備タクシー（旧社名：岡山タクシー）
  - 社内カンパニー
    - グレースタクシーカンパニー（旧社名：岡山空港タクシー→両備グレースタクシー、全国でも珍しい女性乗務員のみのタクシー会社、岡山県岡山市） - 2021年7月、岡山両備タクシーと統合し社内カンパニー化
- 両備タクシーセンター（岡山交通・岡山両備タクシーの岡山地区・倉敷地区共同配車など）
- ニッコー観光バス - 東京のタクシー会社日本交通の観光バス部門が独立した会社。2012年4月に両備グループ入り[9][10]。また、2018年より中国バスが運行するドリームスリーパーの東京側運行支援業務を担当している。
- リョービツアーズ
  - 社内カンパニー
    - 中国トラベルカンパニー - 旧「株式会社中国トラベル」を中国バス（旧法人）から継承後、2023年9月1日にリョービツアーズと合併、社内カンパニー化。
- 一般財団法人地域公共交通総合研究所
- Ryobi(Vietnam) Distribution Service - ベトナム・ホーチミン市[11]
- Ryobi International Logistics Vietnam JSC - ベトナム・ハノイ市
- Ryobi Myanmar Distribution Service Co., Ltd. - ミャンマー・ヤンゴン
- Amerasian Shipping Logistics Corp. - ベトナム・ホーチミン市
- てぃーだ観光（沖縄県糸満市） - 沖縄県内における「カリスマバスガイド」こと崎原真弓（両備ホールディングス社員）を代表取締役として設立された貸切バス事業者。リョービツアーズ及び中国トラベルの関連会社として営業[12][13][14]。

### 情報関連事業
- 両備システムズ - 2020年1月に子会社5社を吸収合併。
- シンク
- Ryobi Lao
- ドリームゲート
- マックスシステム
- Ryobi AlgoTech Capital

### 生活関連事業
- 岡山三菱ふそう自動車販売 - 三菱ふそうトラック・バスの岡山地区販売会社。
- 三菱ふそう中国地区販売 - 三菱ふそうトラック・バスの広島・山口・山陰地区販売会社として2025年2月3日に事業開始。
- 両備エネシス - かつての三菱石油の岡山圏域代理店のひとつ。のち日石三菱、新日本石油を経てENEOSブランドへ。現在はENEOSの販売代理会社。
- 青野石油店
- 両備リソラ - 2016年10月、両備商事より社名変更
- アール空調システムズ
- 両備ホームズ - 2022年4月、両備住宅より社名変更
- サルボ両備
- 両備ヘルシーケア - 旧商号は三洋エメリタス（三洋電機グループ）で、2009年1月に両備グループ入り。元々は介護付有料老人ホーム「サン・オークス倉敷」を運営する会社だったが、両備グループ入り後は「サン・オークス」「両備ヘルシーケア」の2ブランドでグループの介護事業を一手に担っている。
- 両備ウェルネス
- 岡山馬事公苑
- トーキョー・リョービ
- 和田コーポレーション - 2013年6月に両備グループ入り。以前にも金融機関から買収の打診があったが、創業者である和田康博代表取締役社長（当時）の経営手腕を高く評価したものの、買収後和田が同社に残るか不明だったため断念していた。その後再検討し、和田が取締役社長兼COO（代表権は返上）として引き続き経営を指揮することで合意、両備グループ入りが決まった[15]。両備ホールディングスが77.5%出資し、取締役も大半が両備グループの役員で占められているが、和田が引き続き社長を務めているため両備グループの中でも比較的独立性が強い[16]。
- AAコーポレーションジャパン
- 礎コラム
- 藤倉工務店

### 文化事業
- 公益財団法人両備檉園記念財団[17]
- 公益財団法人両備文化振興財団（夢二郷土美術館などの美術館運営）

### 福利・厚生事業
- 両備教育センター（グループ社員の能力開発施設）
- 両備健康づくりセンター（グループ社員の健康管理機関）

## 過去のグループ企業

### 運輸・観光関連事業
- 両備ホールディングス
  - 両備バス関西カンパニー（両備バス）
  - 両備津山カンパニー（両備バス、津山タクシー） - 以上2社、2020年10月に両備バスカンパニーと統合
  - 両備不動産広島カンパニー - 2022年4月、まちづくりカンパニーと統合
  - 両備スポーツセンターカンパニー - 2020年12月、まちづくりカンパニーと統合
  - ソレックスカンパニー - ソレックス株式会社を2015年10月に吸収合併・社内カンパニー化したもの。2020年4月、両備テクノカンパニーと統合
  - 東備バス（東備バス、牛窓タクシー） - 2024年10月1日、両備ホールディングスに合併
- 岡山交通
  - 総社両備タクシーカンパニー（愛称：総社両備タクシー、岡山県総社市） - 2019年4月、岡山交通と統合
  - 浅口タクシー（岡山県倉敷市） - 2022年10月、岡山交通と統合
  - 福山両備タクシーカンパニー（愛称：福山両備タクシー、広島県福山市） - 2024年11月、アサヒタクシーへ事業分割譲渡
- イースタンエアポートモータース
  - ハロー・トーキョー - 以上2社、2021年2月に日本交通へ事業譲渡
- 内海フェリー - 2020年8月、国際両備フェリーに吸収合併

### 生活関連事業
- 両備モーターズ - 両備エネシスの整備部門が分社。2020年7月、両備ホールディングス・両備テクノモビリティーカンパニーと統合
- 岡山髙島屋 - 2010年4月、（株）岡山高島屋（（株）高島屋の子会社）の第三者割当増資を引き受け33.4%を出資したが、保有する全株式を2020年7月1日に（株）高島屋へ売却し、資本関係を解消。ただし、「店舗営業や運営体制における提携を引き続き強化する」としている[18]。

## 提供番組
- GO!GO!チャギントン（岡山ローカル　岡山放送・2016年4月から）[19]
- 突然ですが占ってもいいですか?（岡山ローカル　岡山放送・2023年10月から）[19]
- よしもと新喜劇（岡山ローカル枠　RSK山陽放送・基本的に日曜日に放送）
- ライブ5時 いまドキッ!（岡山ローカル枠 RSKテレビ）

過去の番組
- 優しい人なら解けるクイズやさしいね（岡山ローカル・2015年11月から2017年3月まで）
- 潜在能力テスト（岡山ローカル 岡山放送・2017年4月から2023年9月まで）
- 世界行ってみたらホントはこんなトコだった!?（岡山ローカル・2015年4月から9月まで）
- カスペ（岡山ローカル・前半）